# 인터넷 거버넌스 포럼

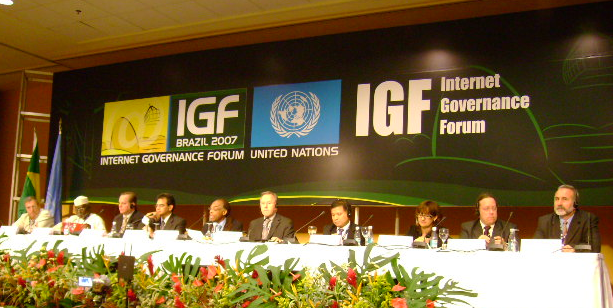

인터넷 거버넌스 포럼(영어: Internet Governance Forum, IGF)은 인터넷 거버넌스 이슈에 대한 정책적 대화를 나누기 위한 유엔 산하의 국제포럼이다.인터넷 거버넌스 포럼의 설립은 2006년 7월에 유엔사무총장에 의해 공식적으로 발표되었으며, 2006년 아테네에서 처음으로 열렸다.

## 구조
인터넷 거버넌스 포럼의 구조는 인터넷정책위원회(WGIG, Working Group on Internet Governance)의 보고서에서 처음 논의되었다. 이 보고서는 2005년 튀니지에서 열린 정보사회정상회의(WSIS. World Summit on the Information Society)에  제출되었으며, 이 회의에서 정식으로 인터넷 거버넌스 포럼이 설립되었다. 2006년 2월에 공개 자문회의를 통해 유엔 사무총장은 자문단과 사무국을 인터넷 거버넌스 포럼의 주요 기관으로 설정하였다. 이러한 구조는 구성원들의 요구에 맞을 때까지 계속해서 조정되고 변화되고 있기 때문에 아직 확정된 것이라고 볼 수 없다.

### 자문위원회
자문위원회(MAG, Multistakeholder Advisory Group)는 2006년 5월 17일 유엔 전 사무총장인 코피 아난(Kofi Annan)에 의해 설립되었다. 당시 자문위원회는 각국 정부들, 사기업 영역 그리고 대학과 기술단체들을 포함한 시민사회로부터 지명된 46명의 구성원으로 이루어졌다. 자문위원회의 설립 목적은 인터넷 거버넌스 포럼의 개최를 위해 사무총장을 돕는 것이다. 자문위원회 안에서 다양한 이해관계자들의 참여는 평등하게 이루어진다. 2008년 8월 22일에 자문위원회의 구성원들은 새롭게 선출되었다. 총 50명의 구성원 중 17명은 새로 지명된 사람들이다. 현재 니틴 데자이(Nitin Desai)가 자문위원회의 의장으로 있다.
한국에서는 2008년에 처음으로 한국인터넷진흥원의 인터넷 거버넌스 국제협력 민간전문가인 박윤정 박사가 자문위원회의 위원으로 선출되었다.

### 사무국
제네바에 있는 사무국(Secretariat)은 자문위원회의 활동을 돕고 조정한다.

## 권한과 활동
인터넷 거버넌스 포럼의 주요한 임무는 참여자들 간의 대화를 도모하는 것이다. 또한 새로 나타나는 이슈들을 밝히고 이것들을 관련된 조직과 일반 대중에게 알리며 적절한 조언을 한다. 그러나 인터넷 거버넌스 포럼은 어떤 직접적인 의사결정권한을 가지고 있지는 않다.

### 역동적인 연합
2006년 아테네 인터넷 거버넌스 포럼의 실재하는 결과물이 역동적인 연합들이다. 이러한 연합들은 상대적으로 비공식적이고 특정한 이슈에 관련된 이해 당사자들이 모여 구성된 이슈에 특화된 그룹들이다. 대부분의 연합들은 일조하는데 관심을 지니고 있는 어떤 사람들의 참여도 허용한다. 그러므로, 이러한 그룹들에는 학자들과 정부 대표자들 뿐만 아니라 토론과 연합의 일들에 참여하고자하는 시민사회의 구성원들도 참여하고 있다. 아래는 인터넷 거버넌스 포럼 사무국에 알려져 있는 연합들이다.
- The StopSpamAlliance
- Dynamic Coalition on Privacy
- The IGF Dynamic Coalition on Open Standards (IGF DCOS)
- The Dynamic Coalition on Access and Connectivity for Remote, Rural and Dispersed Communities
- Dynamic Coalition on the Internet Bill of Rights
- Dynamic Coalition for Linguistic Diversity
- A2K@IGF Dynamic Coalition
- Freedom of Expression and Freedom of the Media on the Internet (FOEonline)
- Online Collaboration Dynamic Coalition
- Gender and Internet Governance (GIG)
- Framework of Principles for the Internet
- Dynamic Coalition on Child Online Safety
- Dynamic Coalition on "Accessibility and Disability"
- Dynamic Coalition on Internet and Climate Change

### 워크샵
인터넷 거버넌스 포럼은 대중들로부터 많은 관심을 받는 다수의 워크샵을 열고 있다. 최근의 내용은 https://web.archive.org/web/20090726072552/http://www.intgovforum.org/workshops_08/wrkshplist.php%EC%97%90%EC%84%9C 확인할 수 있다.

## 역사와 발전과정

### 정보사회정상회의
유엔 산하 기구인 ITU(International Telecommunications Union)는 빠른 속도로 변화하는 정보기술에 적응하고자 하였고 다른 유엔 기구에서도 인터넷에 대한 끊임없는 관심을 가졌다. 이에 부응하여 2001년 ITU는 두 단계에 걸쳐서 정보사회정상회의를 진행시키기로 하였다. 첫 번째 회의는 2003년 11월 제네바에서 열렸고, 두 번째 회의는 2005년 11월 튀니지에서 열렸다. 인터넷 거버넌스에 대한 국제적 관심은 2003년 제네바 정보사회정상회의에서 촉발되었다. 정보사회정상회의는 어떤 형태의 기구와 조직이 필요한지 그리고 어떻게 새로운 국제기구 형태의 거버넌스가 효과적으로 모든 행위자의 접근을 가능하게 할 것인가에 대해 논의했다. 그러나 제네바의 회의에서는 거버넌스 이슈를 풀 수 없었고, 2005년 11월 튀니지 정보사회정상회의에서도 각국 정부와 민간부문, 시민사회가 단순한 조언자 역할을 수락하는데 어려움이 있었다. 여기서 새로운 정책적 대화가 가능한 공간을 만들어 내자는 제안이 있었다.
이는 2005년 튀니지 정보사회정상회의의 공약에 잘 나타나있다. 37번 단락에 따르면, 
“정보 사회의 결과가 모두에게 이익을 가져다준다면 정부들과 민간 영역, 시민 사회와 국제기구들 그리고 모든 차원의 국제적 협력단체와 연대단체들과 같은 각종 이해집단들 간의 협력과 참여를 통해서 목표를 성취할 수 있을 것이다.”
 38번 단락은 이러한 약속에 이어서, 
“모든 노력들은 회담의 결과물로서 그치는 것이 아니라, 모든 사람들과 전 세계적인 공동체들을 포함할 수 있는 더 많은 기회를 제공하도록 노력하여 국제적 정보 사회를 탄생시켜야 한다.”
라고 지적한다. 인터넷 거버넌스 회의의 구조에 다양한 이해관계자들을 참여시키는 것은 39번 단락에서 재확인 된다. 
“모든 사람들에게 이익을 주는 진정한 의미의 세계 정보 사회를 건설하려는 도전들과 기회들은 효과적이고 지속적으로 충족되고 발전되어야 한다.”

### 인터넷 거버넌스 포럼의 형성
인터넷 거버넌스 포럼을 위한 국제적 활동의 조정에도 다양한 이해관계자들의 참여는 되풀이되었다. 이해관계자들은 정부들, 민간 기술과 경제 영역, 시민 사회, 정부 간 기구들 그리고 국제기구들에서 온 사람들을 의미한다. 유엔 사무총장은 인터넷정책위원회(WGIG, Working Group on Internet Governance)를 설립하였다. 인터넷정책위원회의 보고서는 인터넷 거버넌스 포럼과 같은 기구의 필요성을 처음으로 제안하였다. 참여한 구성원들의 완전한 동의에 이른 후, 인터넷 정책위원회는 제출된 보고서의 40번째 단락에서 이렇게 제안했다.
| “ | 인터넷정책위원회는 인터넷과 관련된 공공 정책 이슈들을 이야기 할 수 있는 세계적인 다양한 이해관계자들의 포럼이 존재하지 않기 때문에 생긴 현존하는 기구들에 존재하는 공백을 확인했다. 이를 통해 모든 이해 당사자들이 이야기 할 수 있는 그런 공간을 만들어내는 것이 가치가 있다고 결론 내렸다. 이 공간에서는 현재의 이슈들 뿐 아니라 다차원적이라 한 기구 이상에 영향을 미칠 수 있고, 어떤 기구에서도 다루어지지 않고, 경직된 분위기에서는 논의되지 않는 앞으로의 이슈들도 다루어질 수 있을 것이다. | ” |

2006년 7월 18일에 2006년 10월 30일에서 11월 2일까지 그리스의 아테네에서 인터넷 거버넌스 포럼이 개최될 것이 발표되었다.

### 2006년 아테네 인터넷 거버넌스 포럼

#### 자문 과정
첫 번째 인터넷 거버넌스 포럼이 개최되기 위해서 두 번의 자문 모임이 있었다. 2006년 2월 16일에서 17일까지 기간에 제네바에서 첫 번째 모임이 있었다. 이틀간의 자문내용은 인터넷 거버넌스 공식사이트에 게재된 의사록을 참고 할 수 있다.
2006년 5월 19일에 열렸던 두 번째 모임은 모든 이해관계자들에게 공개되었으며 인터넷 거버넌스 포럼의 개회 준비를 위한 조정이 이루어졌다. 모임의 의장은 인터넷 거버넌스를 위한 유엔 사무총장의 특별 고문인 니틴 데자이(Nitin Desai)가 맡았다.

#### 포럼 진행 내용
아테네 인터넷 거버넌스 포럼은 컨퍼런스 센터가 아닌 호텔에서 이루어졌으며, 정부 명패가 놓이는 회의실 없이 서로 다른 그룹들이 얼키설키 모여 회의가 진행되었다. 회의에는 90명의 정부 대표단을 포함한 1200명 이상의 사람들이 등록하였다.주제에 대한 포럼에 모인 사람들 간의 동의는 어려웠지만, 마지막 세션에서 참여자들은 서로 다른 이익 집단들 간의 열린 토론과 시각의 차이를 공유했다는 데에서 성공점을 찾을 수 있다.

### 2007년 리우 인터넷 거버넌스 포럼

#### 자문 과정
2007년 리우에서 열리는 회의를 준비하는 모임에서는 11가지 인터넷의 중요한 주제에 대한 합의가 있었다. 스팸, 사생활, 열린 기준, 지방과 먼지역의 커뮤니티 접근도, 인터넷 권리, 언어 다양성, 일반적 접근도, 성차 문제, 지식에 대한 접근, 표현의 자유와 같은 내용들이다.

#### 포럼 진행 내용
브라질의 리우데자네이루에서 11월 12일에서 15일까지 개최된 2007년 인터넷 거버넌스 포럼에는 90명의 정부 대표들을 포함한 1700명의 인원이 등록하였다.첫 번째 실질적인 세션은 중요한 인터넷 자원에 대한 것이었다. 이 주제는 튀니지 회담에서도 아테네에서도 거부되었던 주제이지만 최종적으로 다루어지게 되었다. 두 번째 주제는 인터넷을 기본적인 프로토콜 IPv4에서 IPv6로 이동시키는 데에 대한 것이었다. IPv4에서 사용할 수 있는 주소공간이 더 이상 남지 않았기 때문에 이동이 필요한 시점이었다. 세 번째 주제는 스트리밍 비디오와 같은 인터넷 안에서의 새로운 애플리케이션의 성장에 관련된 것이었다. 마지막 이슈는 얼마나 정부들이 ICANN의 정부 자문위원회에 참여할 것인가에 대한 것이었다.

### 2008년 하이데라바드 인터넷 거버넌스 포럼

#### 자문 과정
인도 하이데라바드에서 열린 인터넷 거버넌스 포럼을 위한 공개 준비 모임은 2008년 5월 13일에 있었고, 14, 15일에는 자문위원회(Multistakeholder Advisory Group)의 회의가 있었다.

#### 포럼 진행 내용
인도 하이데라바드에서 열린 인터넷 거버넌스 포럼은 2008년 12월 3일에서 6일까지 4일동안 개최되었다.

## 앞으로의 인터넷 거버넌스 포럼
2009년 인터넷 거버넌스 포럼은 이집트 정부가 개최하기로 되어있다. 2010년 회의에 대해서는 리투아니아와 아제르바이잔 정부가 개최를 놓고 경쟁하는 중이다.

## 같이 보기
- 인터넷 거버넌스